# Здравиње (Крушевац)
Здравиње је насељено место града Крушевца у Расинском округу. Према попису из 2022. било је 738 становника (према попису из 1991. било је 1115 становника).
Овде је 1930-тих испирано злато.

## Демографија
У насељу Здравиње живи 737 пунолетних становника, а просечна старост становништва износи 44,3 година (43,8 код мушкараца и 44,8 код жена). У насељу има 246 домаћинстава, а просечан број чланова по домаћинству је 3,65.
Ово насеље је великим делом насељено Србима (према попису из 2002. године).
|  |

| Демографија | Демографија | Демографија |
| Година      | Становника  | Становника  |
| ----------- | ----------- | ----------- |
| 1948.       | 1.296       |             |
| 1953.       | 1.330       |             |
| 1961.       | 1.280       |             |
| 1971.       | 1.186       |             |
| 1981.       | 1.154       |             |
| 1991.       | 1.115       | 996         |
| 2002.       | 898         | 1.041       |

| Етнички састав према попису из 2002.‍ | Етнички састав према попису из 2002.‍ | Етнички састав према попису из 2002.‍ | Етнички састав према попису из 2002.‍ | Етнички састав према попису из 2002.‍ |
| ------------------------------------ | ------------------------------------ | ------------------------------------ | ------------------------------------ | ------------------------------------ |
|                                      |                                      |                                      |                                      |                                      |
| Срби                                 | Срби                                 |                                      | 890                                  | 99,10%                               |
| Југословени                          | Југословени                          |                                      | 1                                    | 0,11%                                |
| непознато                            | непознато                            |                                      | 7                                    | 0,77%                                |

| Година пописа     | 1948. | 1953. | 1961. | 1971. | 1981. | 1991. | 2002. |
| ----------------- | ----- | ----- | ----- | ----- | ----- | ----- | ----- |
| Број домаћинстава | 238   | 264   | 288   | 294   | 285   | 273   | 246   |

| Број чланова      | 1  | 2  | 3  | 4  | 5  | 6  | 7  | 8 | 9 | 10 и више | Просек |
| ----------------- | -- | -- | -- | -- | -- | -- | -- | - | - | --------- | ------ |
| Број домаћинстава | 46 | 45 | 30 | 34 | 40 | 33 | 11 | 4 | 1 | 2         | 3,65   |

| Пол    | Укупно | Неожењен/Неудата | Ожењен/Удата | Удовац/Удовица | Разведен/Разведена | Непознато |
| ------ | ------ | ---------------- | ------------ | -------------- | ------------------ | --------- |
| Мушки  | 373    | 78               | 248          | 36             | 11                 | 0         |
| Женски | 392    | 48               | 255          | 76             | 12                 | 1         |
| УКУПНО | 765    | 126              | 503          | 112            | 23                 | 1         |

| Пол    | Укупно                    | Пољопривреда, лов и шумарство | Рибарство                            | Вађење руде и камена | Прерађивачка индустрија       |
| ------ | ------------------------- | ----------------------------- | ------------------------------------ | -------------------- | ----------------------------- |
| Мушки  | 186                       | 88                            | 0                                    | 0                    | 43                            |
| Женски | 88                        | 58                            | 0                                    | 0                    | 7                             |
| УКУПНО | 274                       | 146                           | 0                                    | 0                    | 50                            |
| Пол    | Производња и снабдевање   | Грађевинарство                | Трговина                             | Хотели и ресторани   | Саобраћај, складиштење и везе |
| Мушки  | 2                         | 6                             | 12                                   | 2                    | 10                            |
| Женски | 0                         | 1                             | 9                                    | 3                    | 2                             |
| УКУПНО | 2                         | 7                             | 21                                   | 5                    | 12                            |
| Пол    | Финансијско посредовање   | Некретнине                    | Државна управа и одбрана             | Образовање           | Здравствени и социјални рад   |
| Мушки  | 0                         | 1                             | 5                                    | 4                    | 4                             |
| Женски | 0                         | 0                             | 3                                    | 3                    | 2                             |
| УКУПНО | 0                         | 1                             | 8                                    | 7                    | 6                             |
| Пол    | Остале услужне активности | Приватна домаћинства          | Екстериторијалне организације и тела | Непознато            | Непознато                     |
| Мушки  | 3                         | 0                             | 0                                    | 6                    | 6                             |
| Женски | 0                         | 0                             | 0                                    | 0                    | 0                             |
| УКУПНО | 3                         | 0                             | 0                                    | 6                    | 6                             |

## Споменици културе
- Црква светог великомученика Георгија - налази се у самом центру Села. Краси је изузезан пејзаж, уређенест, као и дуга традиција. По информацијама које су доступне, црква је саграђена и совећена још давне 1933. године. 28. августа црква слави велики празник - Успење пресвете Богородице - Велику Госпојину. 2022. године Светом архијерејском литургијом коју је служио Његово Преосвештенство Епископ крушевачки Господин Давид са свештенством Епархије крушевачке, овим свечаним чином и великим сабором обележен је дан када је пре 90 година освећен храм Светог Великомученика Георгија у Здравињу, а уедно је и основана Парохија здравињска, која је до тада била део Парохије у Великом Шиљеговцу.[5]
- Меморијалне плоче погинулим борцима - у самом центру села, на згради Дома културе, налазе се мермерне плоче посвећене палим борцима у ратовима у периоду Првог светског рата (1912-1918 године) као и палим борцима Народно-ослободилачке бробе у Другом светском рату (1941 - 1945 године). На самим плочама уписана су имена, као и плоча са детаљима битке која се 19. новембра 1943. године десила у атару Села.
- Биста Мији Вучковићу - у самом центру Села, испред зграде Задружног дома, нализи се и биста преминулом Мији Вучковићу (1922 - 1975 године), који је оставио велики допринос Селу. Испод саме бисте уписане су речи "Човек - то гордо звучи".
- Црква свете Петке

## Галерија
- Спомен биста Мији Вучковићу
- Спомен плоче на згради Дома културе
- Централна капија Цркве Светог великомученика Георгија
- Црква Светог Великомученика Георгија
- Црква Светог Великомученика Георгија, унутрашњост